# Keresztes háború (Kalapács-album)
A Keresztes háború a Kalapács zenekar negyedik nagylemeze, amely 2005-ben jelent meg. A lemez kissé eltér az őt megelőző Ösztön és Totem albumoktól. A szövegeket nem Vadon János írta, hanem Barbaró Attila és a zenekar, de Az én keresztem című dal szövegét Paksi Endre jegyzi. A lemez egy központi gondolat köré épül, ez pedig nem más mint az emberi lét, a társadalom és úgy általánosságban a világ harcai.
A "Harcolj az igaz hitért" című dal elején egy részlet hallható Madách Imre Az ember tragédiája című drámájából Kautzky Armand színművész előadásában.

## Az album dalai
1. Megszállott - 4:47
2. Szentírás - 3:58
3. Állj talpra! - 5:16
4. Önmagad vagy - 4:21
5. Időd lejár - 5:34
6. Hús és vér - 4:37
7. Játssz velünk háborút - 5:46
8. Harcolj az igaz hitért - 4:20
9. Az én keresztem - 3:56
10. A zene visz oda el - 5:02
11. Eskü - 4:10
12. Nem ereszthet el már - 3:36

## Közreműködők
- Kalapács József - ének
- Beloberk Zsolt - dobok
- Beloberk István - basszusgitár
- Sárközi Lajos - gitár
- Weisz László - gitár
- Küronya Miklós - billentyűs és ütőhangszerek
- Barbaró Attila- vokál
- Szekeres András - vokál
- Kautzky Armand - részlet az Ember tragédiájából (Harcolj az igaz hitért)
- Szövegek: Barbaró Attila és a Kalapács zenekar, Paksi Endre (Az én keresztem)
- Hangmérnök: Kürönya Miklós
- Zenei rendező: Weisz László
- Produkciós vezető: Hartmann Kristóf